# Christiaan I van Palts-Birkenfeld-Bischweiler
Christiaan I van Palts-Birkenfeld-Bischweiler (Birkenfeld, 3 september 1598 - Neuenstein, 6 september 1654) was van 1600 tot 1654 paltsgraaf van Birkenfeld-Bischweiler. Hij was de zoon van paltsgraaf Karel I van Palts-Birkenfeld en Dorothea van Brunswijk-Lüneburg.

## Leven
Na de dood van zijn vader in 1600 werd diens paltsgraafschap (Birkenfeld) opgesplitst onder zijn twee zonen: Christiaan kreeg Birkenfeld-Bischweiler en George Willem behield het overige deel, dat onder de naam Birkenfeld bleef bestaan. 
Christiaan was bij de dood van zijn vader echter nog jong en daarom nam eerst zijn tante Gravin Maria Elisabeth von Leiningen, en later zijn oom Hertog Filips Lodewijk van Palts-Neuburg, zijn opvoeding over. In de Dertigjarige Oorlog vocht Christiaan met onderscheiding. In dienst van Zweden werd hij Generaal der Cavalerie. In 1632 leidde hij een leger in Baden-Durlach, dat hij met het hoofdleger van Koning Gustaaf Adolf van Zweden nabij Würzburg verenigde. In 1633 rukte hij op tot het Keurvorstendom Keulen en belegerde Heidelberg, Philippsburg, Haguenau en Breisach. Na de Slag bij Nördlingen verliet hij het leger en verzoende zich weer met de keizer.
Door zijn eerste huwelijk ontving Christiaan in 1630 de Heerlijkheid Bischweiler, waar hij een slot liet bouwen en sinds 1640 in woonde. Daarmee stichtte hij de Lijn van Palts-Zweibrücken-Birkenfeld-Bischweiler, waarvan het latere Beierse Koningshuis afstamt. In 1644 ontvingen Christiaans kinderen van de Franse Koning Lodewijk XIV het Franse staatsburgerschap.
Na de Dertigjarige Oorlog spande Christiaan zich in voor de wederopbouw van zijn gebied. Zijn graf bevindt zich in de gereformeerde parochiekerk Bischwiller nabij Haguenau.
Na de dood van Christiaan zelf werd het paltsgraafschap Birkenfeld-Bischweiler op zijn beurt weer opgesplitst. Johan Karel kreeg Birkenfeld-Bischweiler-Gelnhausen, en Christiaan II behield het overige deel, dat onder de naam Birkenfeld-Bischweiler bleef bestaan.

## Huwelijken en nakomelingen
Op 16 november 1630 trouwde Christiaan met Magdalena Catharina van Palts-Zweibrücken, de dochter van paltgraaf Johan II van Palts-Zweibrücken uit diens eerste huwelijk. Samen kregen zij vijf kinderen:
- Dorothea Catharina (1634-1715)

∞ 1649 Graaf Johan Lodewijk van Nassau-Ottweiler (1625-1690)
- Louise Sophie (1635-1691)
- Christiaan II (1637-1717)

∞ 1667 Gravin Katharina Agatha van Rappoltstein (1648-1683)
- Johan Karel (1638-1704)

∞ 1. 1685 Prinses Sophia Amalia van Palts-Zweibrücken (1646-1695)
∞ 2. 1696 Esther Maria van Witzleben (1666-1725)
- Anna Magdalena (1640-1693)

∞ 1659 Graaf Johan Reinhard II van Hanau-Lichtenberg (1628-1666)
Hij trouwde in 1648 in Bischweiler met zijn tweede vrouw Gravin Maria Johanna van Helfenstein-Wiesensteig (1612-1665). Dit huwelijk bleef kinderloos.
- Gemeinsame Normdatei: 120188686
- Virtual International Authority File: 32820827
- WorldCat: E39PBJkp8cbFMVRXkdRvvW4Xh3